# Ólafs þáttr Geirstaðaálfs
Ólafs þáttr Geirstaðaálfs es una historia corta islandesa (þáttr) que trata sobre la figura del rey Olaf Geirstad-Alf de Noruega.